# ドラゴンボールフュージョンズ
『ドラゴンボールフュージョンズ』(DRAGONBALL FUSIONS)はバンダイナムコエンターテインメントより2016年8月4日に発売されたニンテンドー3DS用ゲームソフト。
キャッチコピーは「集めるだけじゃ、終わらない。融合（フュージョン）するRPG!!」。

## 概要
『ドラゴンボール』シリーズのニンテンドー3DS向けゲームタイトルとしては4作目であり、ジャンルは育成収集型のRPGとなっている。同シリーズの設定の一つである「フュージョン（融合）」をクローズアップした作品であり、ゲームオリジナルのキャラクターやフュージョン形態が多数登場する。累計販売本数は2016年12月26日時点で19万4375本を記録。
原作におけるフュージョンは2人の人物がほとんど同じ背丈で、気の大きさも同じでないと融合できないが、本作では時空が融合した影響で普通の世界よりもややフュージョンしやすくなっている。またブルマが作った腕輪「メタモリング」を用いて行う「EXフュージョン」によって、様々な組み合わせでフュージョンができる。5人でフュージョンする「マキシフュージョン」、すれちがい通信で行う「勝手にフュージョン」も存在する。

## ゲーム内容

### 移動画面
後方からの視点になっている。フィールド間の移動は『舞空術』で行う。マップ上の物を調べたり、キャラクターと話をしてストーリーを進める。

### バトル
バトルはターン制のコマンドバトル。「かくとう」「きだん」「ひっさつわざ」「気をためる」などのコマンドでバトルをする。

### 仲間
ストーリーやサブクエストを進めたり、バトル中に敵をスカウトすることによって仲間を増やせる。スカウトするには『全開アタック』でKOした時に一定確率で成功して仲間になる。スカウトできるキャラクターにはバトル中のLV表示の横に星マークが付いており、ストーリーやサブクエストを進めたり条件が揃うと星マークが付くキャラクターもいる。

### 通信プレイ
3DS本体とドラゴンボールフュージョンズのゲームソフトを持っている人と通信対戦ができる。また必殺技のトレードも可能。

### すれちがい通信
外ですれちがった人のキャラクターと『勝手にフュージョン』をして自分のアバターを強くできる。勝手にフュージョンでは、EXフュージョンで存在しない組み合わせでもフュージョンする事ができる。

### フォトフュージョン
ニンテンドー3DSのカメラで撮った2人の写真を「フュージョン」させる『フォトフュージョン』機能。フュージョンした姿と戦闘力が表示される。

### ジクーカンレーダー
全国各地にあるWi-Fiの電波をニンテンドー3DSで感知すると、ジクーカンレーダー専用ステージに特殊な『時空の裂け目』が出現する。裂け目から登場するキャラとバトルすることでレアなキャラを仲間にするチャンスが生まれる。

## ストーリー
主人公と親友ピニッジは「最強の戦士が集まる、最強の武道大会を開いてくれ!」と神龍に願った。願いが叶えられた2人がたどり着いた場所は時間も空間も融合した不思議な世界だった。

## 登場キャラクター
登場キャラクター（オリジナルキャラクターたちのEXフュージョンおよび勝手にフュージョンを除く）は全てドラゴンボールフュージョンズ公式超ガイドブックで確認できる。
- アバター（サイヤ人）
  - 防御は高いが、速度は遅い。
- アバター（地球人）
  - 全てのトータルバランスがいい。
- アバター（異界人）
  - 遅いが近接格闘が得意。
- アバター（異星人）
  - 遠距離射撃が得意。
- アバター（ナメック星人）
  - 体力が少し低いが、気弾が強力である。

EXフュージョン
- EXアバター[11]（主人公はすべてのキャラクターとEXフュージョンできる[12]ので、組み合わせによって様々な種類が存在する）

マキシフュージョン
- 名称なし（主人公と仲間合わせて5人でのフュージョン）

### 既存のキャラクター
ゲーム内の図鑑順
- 孫悟空：成年
- 超サイヤ人 孫悟空：成年
- 超サイヤ人3 孫悟空：成年
- 超サイヤ人4 孫悟空：成年
- 超サイヤ人ゴッド 孫悟空
- SSGSS（超サイヤ人ゴッド超サイヤ人） 孫悟空
- 孫悟空：GT
- 超サイヤ人 孫悟空：GT
- 超サイヤ人3 孫悟空：GT
- 孫悟空：少年
- 孫悟空：成年（亀仙流衣装）
- 超サイヤ人 孫悟空：成年（亀仙流衣装）
- 超サイヤ人3 孫悟空：成年（亀仙流衣装）
- 孫悟飯：少年
- 超サイヤ人 孫悟飯：少年
- 孫悟飯：青年
- 超サイヤ人 孫悟飯：青年
- グレートサイヤマン1号
- 孫悟天
- 超サイヤ人孫悟天
- ベジータ
- 超サイヤ人 ベジータ
- 超サイヤ人4 ベジータ
- SSGSS（超サイヤ人ゴッド超サイヤ人） ベジータ
- ベジータ（フリーザ軍戦闘服）
- トランクス：幼年
- 超サイヤ人 トランクス：幼年
- トランクス：未来
- 超サイヤ人 トランクス：未来
- ゴテンクス
- 超サイヤ人 ゴテンクス
- 超サイヤ人3 ゴテンクス
- 超サイヤ人 ゴジータ
- 超サイヤ人4 ゴジータ
- ベジット
- 超サイヤ人ベジット
- ピッコロ
- クリリン
- ヤムチャ
- 天津飯
- 餃子
- ミスター・サタン
- ビーデル
- グレートサイヤマン2号
- パン
- ブラ
- ウーブ
- スーパーウーブ
- ピッコロ大魔王
- ラディッツ
- ナッパ
- 栽培マン
- ネイル
- ザーボン
- ドドリア
- ギニュー
- グルド
- ジース
- バータ
- リクーム
- フリーザ
- ゴールデンフリーザ
- バーダック
- 超サイヤ人 バーダック
- ギネ
- 人造人間19号
- 人造人間20号
- 人造人間17号
- スーパー17号
- 人造人間18号
- 人造人間16号
- セルジュニア
- セル
- パイクーハン
- 魔人ブウ：善
- 魔人ブウ：純粋
- 界王神
- キビト神
- ダーブラ
- ベビー
- 超一星龍
- 四星龍
- ビルス
- ウイス
- ジャコ
- シャンパ
- ヴァドス
- キャベ
- フロスト
- ヒット
- マゲッタ
- ボタモ
- ターレス
- クウラ
- メタルクウラ
- 超サイヤ人 ブロリー
- スーパージャネンバ
- トワ
- ミラ
- 則巻アラレ
- トランクス：超[注 1]
- ゴクウブラック[注 1]
- 超サイヤ人ロゼ ゴクウブラック[注 1]
- 超サイヤ人 トランクス：超[注 1]
- SSGSS（超サイヤ人ゴッド超サイヤ人） ベジット[注 1]
- ザマス[注 1]
- 合体ザマス[注 1]

#### ゲームオリジナルのフュージョン
- ヤムハン（ヤム飯）[注 2]（ヤムチャ+天津飯）

#### ゲームオリジナルの形態
- 超サイヤ人3 ベジータ[注 3]
- 超サイヤ人3 トランクス：未来[注 4]
- 超サイヤ人3 ブロリー[注 5]

### 本作から登場のオリジナルキャラクター

#### 既存のキャラクターのフュージョン
- ピリリン[注 6]（ピッコロ+クリリン）
- ナッツ（ナッパ+ラディッツ）
- リクータ（リクーム+バータ）
- グルース（グルド+ジース）
- ゴハンクス：未来[注 7]（孫悟飯：未来+トランクス：未来）

#### 既存のキャラクターのEXフュージョン
ドラゴンボールシリーズに登場するキャラクターのEXフュージョン（ピニッジ以外のゲームオリジナルキャラクターは除く）は全てドラゴンボールフュージョンズ公式超ガイドブックで確認できる。
ゲーム内の図鑑順
- ピニータ（ピニッジ+ベジータ）
- パーフェクト16号（セル+人造人間16号）
- セルーザ（セル+フリーザ）
- ダーミラ（ダーブラ+ミラ）
- 1718号（人造人間17号+人造人間18号）
- ヤムータ（ヤムチャ+ベジータ）
- フウラ（フリーザ+クウラ）
- クウハン[注 8]（孫悟空：少年期+孫悟飯：少年期）
- EXゴジータ[16]（孫悟空：成年+ベジータ）
- グレートサイヤマン12号（グレートサイヤマン1号+グレートサイヤマン2号）
- コロハン[5]（ピッコロ+孫悟飯）
- ピッコーハン（ピッコロ+パイクーハン）
- ゴリリン（孫悟空：少年期+クリリン）
- クリゴハン[17]（クリリン+孫悟飯：少年期）
- EXヤムハン（ヤムチャ+天津飯）
- チャオルド（チャオズ+グルド）
- ベジンクス[18]（ベジータ+トランクス：未来）
- ラッパ（ラディッツ+ナッパ）
- ドドーボン[5]（ドドリア+ザーボン）
- ギニューマン（ギニュー+グレートサイヤマン1号）
- バース（バータ+ジース）
- リグルド（リクーム+グルド）
- チャオハン（チャオズ+天津飯）
- バーロット[18]（バーダック+悟空）
- 1920号（人造人間19号+人造人間20号）
- 1617号（人造人間16号+人造人間17号）
- セル17号（セル+人造人間17号）
- 魔人サタン[注 9]（魔人ブウ：善+ミスター・サタン）
- ジャネンブウ（スーパージャネンバ+魔人ブウ：純粋）
- カロリー[19]（孫悟空：成年+超サイヤ人 ブロリー）
- アラレ18号（則巻アラレ+人造人間18号）
- チャオマン[5]（チャオズ+サイバイマン）
- ブラパン[20]（ブラ+パン）
- スーシンクウ（四星龍+孫悟空）
- ジャンクス（ジャコ+トランクス：未来）
- トワネ（トワ+ギネ）
- ギニューザ（ギニュー+フリーザ）
- トワレ（トワ+則巻アラレ）
- ビルスイス（ビルス+ウイス）
- グレートジャコ（グレートサイヤマン+ジャコ）
- タッツ[5]（ターレス+ラディッツ）
- パンデル（パン+ビーデル）
- キビコロ神（キビト神+ピッコロ）
- キビル神（キビト神+ビルス）
- ダッコロ大魔王（ダーブラ+ピッコロ大魔王）
- EXピリリン（ピッコロ+クリリン）
- EXゴテンクス（孫悟天+トランクス：幼年期[21]）
- EXゴハンクス[注 7]（孫悟飯：少年期+トランクス：幼年期[21]）
- グレートサタンマン[注 10]（グレートサイヤマン+ミスター・サタン）
- ゴルス[注 11]（孫悟空+ビルス）
- タクス[注 12]（タピオン+トランクス）
- EXトランクス[注 1]（トランクス：超+トランクス：幼年期）
- カロリーブラック[注 1]（超サイヤ人ロゼ ゴクウブラック+超サイヤ人 ブロリー）
- ゴマス[注 1]（孫悟空：少年+ザマス）[22]

#### 既存のキャラクターの勝手にフュージョン
- KFトランクス[7]（トランクス+人造人間16号）

ほか多数

#### ゲームオリジナルキャラクター
ゲーム内の図鑑順
サイヤ人
- ピニッジ
- 超サイヤ人 ピニッジ
- ブカー
- ネンジョ
- スクワッシュ
- ルバーブ
- ジャガーモ
- シシト
- ズキーニ
- ビナース
- ビワラ
- ソウガ
- ゼンマ
- ピピーマ
- ガラッツ
- ラクヨウ
- ヘイヤ
- ローメン
- ラキョウ
- ミーバッツ
- ガウリー
- タイバ
- ゴーヤン
- クレッソ
- キウリン
- フキ
- セージ
- ワビサ
- プラウト
- レガノン
- ヤシモ（鳥山明のインタビューで登場したヤモシとは別人）
- ジバール
- カリフ
- シタバア
- セサミ
- ザイサ
- ミント
- シャロット（ドラゴンボール レジェンズのシャロットとは別人）
- ニーラ
- チョコリ
- ナーミス
- ナズ
- キキリー（悟空に似ている少女）
- プリカ（ベジータに似ている少女）
- ユネリ
- リセ
- ルッコラ
- メカゴクウ
- スーパーメカゴクウ

地球人
- ストロガノフ
- ドレーヌ
- 人造人間55号
- ジャジャ
- ガトー
- ブイヤン
- ババジー
- ヤムクン
- シャオロン
- クロワ
- マボナス[23]
- ホイッコロー
- 人造人間33号
- 人造人間44号
- キッシュ
- ワンタ
- タジリーン
- ワッフン
- ポワレ
- フォカッツ
- アッサム
- カルパチョフ
- チャウダー
- ホージ
- アンパ
- マカロウ
- チンジャオ
- ペスカット
- デニシュ
- ムニエール
- ムギ
- ジャム
- マリネ
- ティラミ
- パンナ
- ストローネ
- エクレナ
- バゲッタ
- ショコラ
- ペペロン
- クイニー
- サンラ
- ペコ
- コロネ
- ステラ

異星人
- エダーマ
- ユバ
- シャベット
- ザルツ
- チワック
- カルッパ
- ペッパ
- ママレド
- フウト
- バスコ
- ナトー
- ツメッグ
- チャップ
- マスタッド
- タルタル
- タメリック
- カラオ
- カマーボ
- ベコン
- サイバイキング
- ツーミレ
- バーニャ
- メップル
- ドーラ[23]（ジースに似ている女性戦士）
- パーム[23]（グルドに似ている女性戦士）
- ベニーナ[23]（リクームに似ている女性戦士）
- キャノラ[23]（バータに似ている女性戦士）
- ショートニー[23]（ギニューに似ている女性戦士）
- サラミ
- グラーニュ

異界人
- カドーラ
- ホホリト
- クワバーラ
- パッキャ
- ヤンバー
- ルモス
- マイダー
- ラトッパ
- パール
- マラドゥ
- アリアーノ
- ノックス
- ブトール
- ハリト
- パオパオ
- ルビオ
- ハリック
- ナンム
- マシマ
- パパン
- ミラーヨ
- ネリル
- ニンニ
- ヒリカ
- ハリーダ
- マクマ
- リテ
- ピピラ
- ペトロナ
- ルルス

ナメック星人
- ギロ
- シェール
- エスカー
- ルーゴ[23]
- ツムリン
- ムーリン
- ジイジイ
- メクージイ
- マイマイ
- ボンゴ
- リュート
- スカール
- 人造人間76号
- タツーム
- イーマイ[23]
- ウズマ
- トロンボン
- スーネイ
- シタール
- ファゴット

#### ゲームオリジナルキャラクター同士のEXフュージョン
五十音順
- アリール（アリアーノ+ジバール）
- アリスコ（アリアーノ+バスコ）
- アリバジー（アリアーノ+ババジー）
- アリフン（アリアーノ+ワッフン）
- イーモス（イーマイ+ルモス）
- ウズエール（ウズマ+ムニエール）
- ウズジー（ウズマ+ババジー）
- ウズマイ（ウズマ+マイマイ）
- カラバーラ（カラオ+クワバーラ）
- カリーヨ（カリフ+ミラーヨ）
- カリーラ（カリフ+ニーラ）
- カリフーラ[20]（カリフ+ドーラ）
- カリリル（カリフ+ネリル）
- キキラ（キキリー+サンラ）
- キャノーナ（キャノラ+ベニーナ）
- ギロリト（ギロ+ハリト）
- クイニーラ（クイニー+ニーラ）
- ゴタール[24]（ゴーヤン+シタール）
- サイバイナス（サイバイキング+ビナース）
- サイバイパール（サイバイキング+パール）
- サイバイベコン（サイバイキング+ベコン）
- サイバイヤン（サイバイキング+ブイヤン）
- サイバイリン（サイバイキング+ムーリン）
- サイバイワビサ（サイバイキング+ワビサ）
- サティラミ（サラミ+ティラミ）
- サラフ（サラミ+カリフ）
- ザルゴット（ザルツ+ファゴット）
- ザルッツ（ザルツ+ガラッツ）
- サンミレ（サンラ+ツーミレ）
- サンリカ（サンラ+ヒリカ）
- サンロット（サンラ+シャロット）
- シェージ（シェール+ホージ）
- ジバエール（ジバール+ムニエール）
- ジバスコ（ジバール+バスコ）
- ジババジー（ジバール+ババジー）
- シャロリー（シャロット+キキリー）
- シャロロン（シャロット+ペペロン）
- ショコーラ（ショコラ+ニーラ）
- ショコニー（ショコラ+クイニー）
- ショコラミ（ショコラ+サラミ）
- ショコリル（ショコラ+ネリル）
- 人造人間カラオ44号（人造人間44号+カラオ）
- 人造人間ガラッツ76号（人造人間76号+ガラッツ）
- 人造人間クワバーラ44号（人造人間44号+クワバーラ）
- 人造サイバイキング（人造人間55号+サイバイキング）
- 人造人間パール55号（人造人間55号+パール）
- 人造人間ビナース55号（人造人間55号+ビナース）
- 人造人間ファゴット76号（人造人間76号+ファゴット）
- 人造人間ブイヤン55号（人造人間55号+ブイヤン）
- 人造人間ブカー76号（人造人間76号+ブカー）
- 人造人間ブトール76号（人造人間76号+ブトール）
- 人造人間ベコン55号（人造人間55号+ベコン）
- 人造人間ヤムクン76号（人造人間76号+ヤムクン）
- 人造人間ワビサ55号（人造人間55号+ワビサ）
- ストロガート（ストロガノフ+リュート）
- ストロガール（ストロガノフ+パール）
- ストロガノヤン（ストロガノフ+ブイヤン）
- ストローリン（ストロガノフ+ムーリン）
- ゼンナス（ゼンマ+マボナス）
- タジパン（タジリーン+パパン）
- タツリック（タツーム+タメリック）
- タルルーゴ（タルタル+ルーゴ）
- チョコニー（チョコリ+ショートニー）
- ツムオ（ツムリン+ルビオ）
- ツメリン（ツメッグ+ツムリン）
- ティラドーラ（ティラミ+ドーラ）
- ティラフ（ティラミ+カリフ）
- ティララ（ティラミ+ショコラ）
- デニジャ（デニシュ+ジャジャ）
- ナズーム（ナズ+パーム）
- ナンシモ（ナンム+ヤシモ）
- ニンラ（ニンニ+サンラ）
- ニンリー（ニンニ+キキリー）
- ニンロット（ニンニ+シャロット）
- ネリドーラ（ネリル+ドーラ）
- ネリニーラ（ネリル+ニーラ）
- パーリン（パール+ムーリン）
- パオタール（パオパオ+シタール）
- パオマイ（パオパオ+イーマイ）
- バスバジー（バスコ+ババジー）
- ババエール（ババジー+ムニエール）
- パパンボン（パパン+トロンボン）
- ハリッキャ（ハリック+パッキャ）
- ハリパ（アンパ+ハリト）
- ビナガノフ（ビナース+ストロガノフ）
- ビナーリン（ビナース+ムーリン）
- ビナール（ビナース+パール）
- ビナヤン（ビナース+ブイヤン）
- ピピージャ（ピピーマ+ジャジャ）
- ピピペコ（ピピラ+ペコ）
- ピピッキャ（ピピーマ+パッキャ）
- ピピリック（ピピーマ+ハリック）
- ヒリミレ（ヒリカ+ツーミレ）
- ヒリリネ（ヒリカ+マリネ）
- ヒリロット（ヒリカ+シャロット）
- ビワリト（ビワラ+ホホリト）
- ファゴッツ（ファゴット+ガラッツ）
- ブイリン（ブイヤン+ムーリン）
- ブカクン（ブカー+ヤムクン）
- ブカッツ（ブカー+ガラッツ）
- ブカトール（ブカー+ブトール）
- プトークン（プトール+ヤムクン）
- ベコール（ベコン+パール）
- ベコガノフ（ベコン+ストロガノフ）
- ペコプル（ペコ+メップル）
- ベコリン（ベコン+ムーリン）
- ベナース（ベコン+ビナース）
- ベビサ（ベコン+ワビサ）
- ペペミレ（ペペロン+ツーミレ）
- ペペリカ（ペペロン+ヒリカ）
- ペペンラ（ペペロン+サンラ）
- ホイッコヨウ（ホイッコロー+ラクヨウ）
- ポワーゴ（ポワレ+ルーゴ）
- ポワタル（ポワレ+タルタル）
- マイール（マイマイ+ジバール）
- マイエール（マイマイ+ムニエール）
- マイフン（マイマイ+ワッフン）
- マスコ（マイマイ+バスコ）
- マシアーノ（マシマ+アリアーノ）
- マシスコ（マシマ+バスコ）
- マシマイ（マシマ+マイマイ）
- マシマール[25]（マシマ+シバール）
- マバジー（マイマイ+ババジー）
- ミラーミ（ミラーヨ+サラミ）
- マイダッパ（マイダー+ペッパ）
- マクッタ（マクマ+バゲッタ）
- マシエール（マシマ+ムニエール）
- マシバジー（マシマ+ババジー）
- マラト（フウト+マラドゥ）
- マリミレ（マリネ+ツーミレ）
- マリリー（マリネ+キキリー）
- マリロン（マリネ+ペペロン）
- マランタ（マラドゥ+ワンタ）
- マリンラ（マリネ+サンラ）
- ミラーラ（ミラーヨ+ニーラ）
- ミラドーラ（ミラーヨ+ドーラ）
- ミラニー（ミラーヨ+クイニー）
- ミララミ（ミラーヨ+ティラミ）
- ムギコ（ムギ+ペコ）
- ムギセ（ムギ+リセ）
- ムギップル（ムギ+メップル）
- ムニアーノ（ムニエール+アリアーノ）
- ヤンタッド（ヤンバー+マスタッド）
- リセコ（リセ+ペコ）
- リセップル（リセ+メップル）
- リテネ（リテ+コロネ）
- リューサ（リュート+ワビサ）
- リューヤン（リュート+ブイヤン）
- リューリン（リュート+ムーリン）
- リュナース（リュート+ビナース）
- ルビオッパ（ルビオ+ペッパ）
- ルビダー（ルビオ+マイダー）
- ルビッグ（ルビオ+ツメッグ）
- レガッパ（レガノン+ラトッパ）
- レガネイ（レガノン+スーネイ）
- ワズマ（ワッフン+ウズマ）
- ワビーリン（ワビサ+ムーリン）
- ワビール（ワビサ+パール）
- ワフエール（ワッフン+ムニエール）
- ワフコ（ワッフン+バスコ）
- ワフジー（ワッフン+ババジー）
- ワント（ワンタ+フウト）

ほか多数

#### マキシフュージョン
- マキシピニッジ
- 大猿ピニッジ（マキシピニッジの大猿化）

## ダウンロードコンテンツ
インターネットに接続して、ニンテンドーeショップから追加コンテンツや追加キャラクターを無料でダウンロードできる。
| 内容                          | 配信日         |
| ----------------------------- | -------------- |
| ジクーカンレーダー            | 2016年9月28日  |
| トランクス：超                | 2016年11月2日  |
| ゴクウブラック                | 2016年11月2日  |
| 超サイヤ人ロゼ ゴクウブラック | 2016年11月2日  |
| 第1回ジクーカンクエスト       | 2016年12月7日  |
| 超サイヤ人 トランクス：超     | 2016年12月7日  |
| 第2回ジクーカンクエスト       | 2016年12月14日 |
| SSGSS ベジット                | 2016年12月14日 |
| 第3回ジクーカンクエスト       | 2016年12月21日 |
| ザマス                        | 2016年12月21日 |
| 合体ザマス                    | 2016年12月21日 |

## 主題歌
- 「マキシフュージョン」（作詞：Raizo.W、作曲：Raizo.W、編曲：中畑丈治、歌：谷本貴義&うちやえゆか)

## 初回封入特典
- ゲーム内で最初から仲間になる『SSGSS孫悟空』がすぐに使えるダウンロード番号
- 『ドラゴンボールヒーローズ』筐体ですぐに使えるバトルカード『ゴハンクス：EX』

## 漫画版
ドラゴンボールフュージョンズ the MANGA!!
原作・監修:バンダイナムコエンターテインメント/漫画:音木ひろしにより、『最強ジャンプ』2016年5月号から2018年5月号まで連載された。漫画版の主人公は地球人の『テッカ』。ナッパとラディッツがフュージョンしたキャラクター『ナッツ』がゲームに先駆けて初登場している。

## 関連商品
- Vジャンプブックス ドラゴンボールフュージョンズ 公式超ガイドブック（集英社、2016年8月4日発売）